# Encephalartoideae
Encephalartoideae es una subfamilia de plantas perteneciente a la familia Zamiaceae.

## Tribus y géneros
- Tribu:Diooeae
  - Géneros: Dioon
- Tribus:Encephalarteae
  - Subtribu:Encephalartinae
    - Géneros:Encephalartos

  - Subtribu:Macrozamiinae
    - Géneros:Lepidozamia - Macrozamia[1]